# Peränne
Peränne eller Perännejärvi är en sjö i Finland. Den ligger i kommunen Etseri i landskapet Södra Österbotten, i den sydvästra delen av landet, 260 km norr om huvudstaden Helsingfors. Peränne ligger 131,6 meter över havet. Arean är 8,87 kvadratkilometer och strandlinjen är 49,67 kilometer lång. Sjön  ingår i Kumo älvs huvudavrinningsområde.   I omgivningarna runt Peränne växer i huvudsak blandskog. Den sträcker sig 7,8 kilometer i nord-sydlig riktning, och 3,8 kilometer i öst-västlig riktning.
I övrigt finns följande i Peränne:
- Maununsaari (en ö)
- Selkäsaari (en ö)
- Tervasaari (en ö)
- Suihkonsaari (en ö)